# Naturaleza (filosofía)
Naturaleza tiene dos significados interrelacionados en la filosofía. Por un lado, significa el conjunto de todas las cosas que son naturales, o sujetas al funcionamiento normal de las  leyes de la naturaleza. Por otro lado, significa las  propiedades esenciales y causas  de cosas individuales.
Cómo comprender el significado y la importancia de la naturaleza ha sido un tema constante de discusión dentro de la historia de la Civilización Occidental, en los campos  filosófica de metafísica y epistemología, así como en teología y ciencia. El estudio de las cosas naturales y las leyes regulares que parecen gobernarlas, en oposición a la discusión sobre lo que significa ser natural, es el área de ciencias naturales.
La palabra "naturaleza" deriva de latín nātūra, un término filosófico derivado del verbo para nacimiento, que se usó como una traducción del anterior (presocrático)  griego término   phusis , derivado del verbo de crecimiento natural. Ya en la época clásica, el uso filosófico de estas palabras combinaba dos significados relacionados que tienen en común que se refieren a la forma en que las cosas suceden por sí mismas, "naturalmente", sin "interferencia" de la deliberación humana, la intervención divina o cualquier cosa ajena a lo que ocurre. se considera normal para las cosas naturales que se consideran.
La comprensión de la naturaleza depende del tema y la edad del trabajo donde aparecen. Por ejemplo, la explicación de Aristóteles de las propiedades naturales difiere de lo que se entiende por propiedades naturales en las obras filosóficas y científicas modernas, que también pueden diferir de otros usos científicos y convencionales. El estoicismo anima a los practicantes a vivir de acuerdo con la naturaleza. Pirronismo anima a los profesionales a utilizar la guía de la naturaleza en la toma de decisiones.

## Naturaleza clásica y metafísica aristotélica
La  Física (de  ta phusika  "las cosas naturales") es el trabajo principal de Aristóteles sobre la naturaleza. En  Física II. 1, Aristóteles define una naturaleza como "una fuente o causa de ser movido y de estar en reposo en aquello a lo que pertenece principalmente". En otras palabras, una naturaleza es el principio dentro de una materia prima natural que es la fuente de tendencias a cambiar o descansar de una manera particular a menos que se detenga. Por ejemplo, una roca caería a menos que se detuviera. Las cosas naturales contrastan con los artefactos, que están formados por el artificio humano, no por una tendencia innata. (Las materias primas de un lecho no tienen tendencia a convertirse en lecho.) En términos de la teoría de Aristóteles de cuatro causas, la palabra natural se aplica tanto al potencial innato de la causa de la materia como a las formas que la materia tiende a adoptar. convertirse naturalmente.
Según Leo Strauss, el comienzo de la filosofía occidental implicó el "descubrimiento o invención de la naturaleza" y el "equivalente prefilosófico de la naturaleza" fue proporcionado por "nociones tales como 'costumbre' o 'caminos'". En la filosofía griega antigua, por otro lado, la naturaleza o naturalezas son formas que son "realmente universales" "en todos los tiempos y lugares". Lo que hace que la naturaleza sea diferente es que presupone no solo que no todas las costumbres y formas son iguales, sino también que uno puede "orientarse en el cosmos" "sobre la base de la investigación" (no, por ejemplo, sobre la base de tradiciones o religión). Para poner este "descubrimiento o invención" en la terminología tradicional, lo que es "por naturaleza" se contrasta con lo que es "por convención". El concepto de naturaleza llevado hasta aquí sigue siendo una fuerte tradición en el pensamiento occidental moderno. La ciencia, según el comentario de Strauss sobre la historia occidental, es la contemplación de la naturaleza, mientras que la tecnología fue o es un intento de imitarla.
Yendo más allá, el concepto filosófico de naturaleza o naturalezas como un tipo especial de causalidad - por ejemplo, que la forma en que los seres humanos en particular son causados en parte por algo llamado "naturaleza humana" es un paso esencial hacia la enseñanza de Aristóteles sobre causalidad, que se convirtió en estándar en toda la filosofía occidental hasta la llegada de la ciencia moderna.

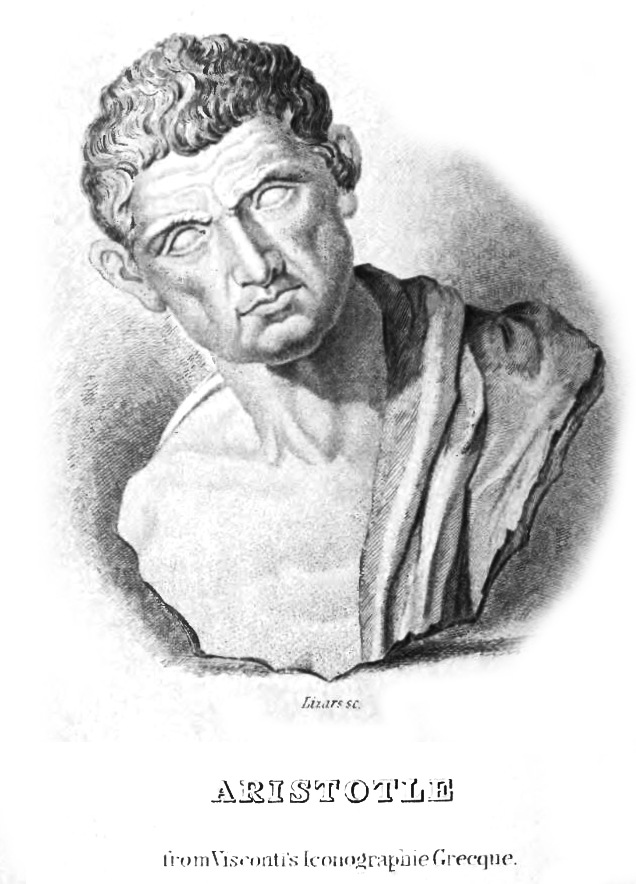
Representación de Aristóteles

Tanto si fue intencionado como si no, se consideró durante mucho tiempo que las investigaciones de Aristóteles sobre este tema habían resuelto la discusión sobre la naturaleza a favor de una solución. En este relato, hay cuatro tipos diferentes de causas:
- La causa material es la "materia prima", la materia que sufre cambios. Una de las causas de que una estatua sea lo que es podría ser que sea de bronce. Todos los significados de la palabra naturaleza abarcan este simple significado.
- La causa eficiente es el movimiento de otra cosa, que hace que una cosa cambie, por ejemplo, un cincel que golpea una roca hace que se rompa una astilla. Esta es la manera en que la materia se va formando en una forma para convertirse en sustancia, como dijo Aristóteles de que una sustancia debe tener una forma y una materia para llamarla sustancia. Este es el movimiento de convertir un solo ser en dos. Ésta es la forma más obvia en la que funciona la causa y el efecto, como en las descripciones de la ciencia moderna. Pero según Aristóteles, esto todavía no explica aquello de lo que es el movimiento, y debemos "aplicarnos a la cuestión de si existe otra causa per se además de la materia".[5] * La causa formal es la forma o idea que sirve como modelo hacia el que se desarrollan las cosas; por ejemplo, siguiendo un enfoque basado en Aristóteles, podríamos decir que un niño se desarrolla de una manera determinada en parte por una cosa llamada "naturaleza humana ". Aquí, la naturaleza es una causa.
- La causa final es el objetivo hacia el que se dirige algo. Por ejemplo, un humano apunta a algo que se percibe como bueno, como dice Aristóteles en las primeras líneas de la Ética a Nicómaco.

La causa formal y final son una parte esencial de la "Metafísica" de Aristóteles, su intento de ir más allá de la naturaleza y explicar la naturaleza misma. En la práctica, implican una conciencia similar a la humana involucrada en la causalidad de todas las cosas, incluso las que no son creadas por el hombre. A la naturaleza misma se le atribuye tener objetivos.
Lo artificial, como lo convencional, por tanto, está dentro de esta rama del pensamiento occidental, tradicionalmente contrastada con lo natural. Tecnología se contrastó con ciencia, como se mencionó anteriormente. Y otro aspecto esencial para esta comprensión de la causalidad fue la distinción entre las propiedades  accidental de una cosa y la  sustancia - otra distinción que ha perdido popularidad en la era moderna, después de haber sido ampliamente aceptado en la Europa medieval.
Para describirlo de otra manera, Aristóteles trató a los organismos y otros conjuntos naturales como si existieran en un nivel más alto que la mera materia en movimiento. El argumento de Aristóteles a favor de las causas formales y finales está relacionado con una doctrina sobre cómo es posible que la gente sepa cosas: "Si nada existe aparte de las cosas individuales, nada será inteligible; todo será sensible y no habrá conocimiento de nada" a menos que se mantenga que la percepción sensorial es conocimiento ". Los filósofos que no están de acuerdo con este razonamiento, por lo tanto, también ven el conocimiento de manera diferente a Aristóteles.
Entonces, Aristóteles describió la naturaleza o naturalezas de la siguiente manera, de una manera bastante diferente a la ciencia moderna:

"Nature" means:
 (a) en cierto sentido, la génesis de las cosas en crecimiento, como se sugiere al pronunciar la υ de φύσις long—and
 (b) en otro, esa cosa inmanente de la que primero comienza a crecer una cosa que crece.
 (c) La fuente a partir de la cual se induce el movimiento primario en todo objeto natural en ese objeto como tal. Se dice que todas las cosas crecen, las que aumentan a través de otra cosa por contacto y unidad orgánica (o adhesión, como en el caso de los embriones). La unidad orgánica se diferencia del contacto; porque en el último caso no es necesario que haya nada más que contacto, pero en ambas cosas que forman una unidad orgánica hay una sola y misma cosa que produce, en lugar del mero contacto, una unidad que es orgánica, continua y cuantitativa (pero no cualitativo). Nuevamente, "naturaleza" significa 
(d) la materia primaria, informe e inmutable por su propia potencia, de la que cualquier objeto natural consiste o de la que se produce; Por ejemplo, el bronce se denomina la "naturaleza" de una estatua y de los artículos de bronce, y la madera la de los de madera, y de manera similar en todos los demás casos. Porque cada artículo consta de estas "naturalezas", persistiendo el material principal. Es en este sentido que los hombres llaman a los elementos de los objetos naturales la "naturaleza", algunos la llaman fuego, otros tierra o aire o agua, otros algo más similar, otros algunos de estos y otros todos ellos. De nuevo, en otro sentido, "naturaleza" significa
 (e) la sustancia de los objetos naturales; como en el caso de los que dicen que la "naturaleza" es la composición primaria de una cosa, o como dice Empédocles: "De nada que existe hay naturaleza, sino sólo mezcla y separación de lo que se ha mezclado ; la naturaleza no es más que un nombre que les ha dado el hombre. Por tanto, en cuanto a las cosas que existen o son producidas por la naturaleza, aunque ya esté presente aquello de lo que naturalmente son producidas o existen, decimos que todavía no tienen su naturaleza a menos que tengan su forma y forma. Aquello que comprende ambos existe por naturaleza; p.ej. animales y sus partes. Y  'la naturaleza es la materia primaria'  (y esto en dos sentidos: primaria en relación con la cosa, o primaria en general; por ejemplo, en los artículos de bronce la materia primaria en relación con esos artículos es el bronce, pero en general es quizás agua, es decir, si todas las cosas que se pueden derretir son agua y la forma o esencia, es decir, el final del proceso, de la generación. De hecho, de este sentido de "naturaleza", por una extensión del significado, cada esencia en general se llama "naturaleza", porque la naturaleza de cualquier cosa es una especie de esencia. Por lo que se ha dicho, entonces, el sentido primario y propio de "naturaleza" es la esencia de aquellas cosas que contienen en sí mismas como tal fuente de movimiento; pues la materia se llama "naturaleza" porque es capaz de recibir la naturaleza, y los procesos de generación y crecimiento se llaman "naturaleza" porque son movimientos derivados de ella. Y la naturaleza en este sentido es la fuente del movimiento en los objetos naturales, que de alguna manera es inherente a ellos, ya sea potencial o realmente.
 Metafísica 1014b-1015a, traducido por Hugh Tredennick, énfasis agregado.

Se ha argumentado, como se explicará más adelante, que este tipo de teoría representaba una desviación excesivamente simplista de los debates dentro de la filosofía clásica, posiblemente incluso que Aristóteles la vio como una simplificación o resumen de los debates él mismo. Pero en cualquier caso, la teoría de las cuatro causas se convirtió en una parte estándar de cualquier educación avanzada en la Edad Media.

### Filosofía india
La filosofía jainista intenta explicar la razón fundamental del ser y la existencia, la naturaleza del  Universo y sus constituyentes, la naturaleza de la esclavitud y los medios para lograr  liberación. el ainismo defiende firmemente la naturaleza individualista del alma y la responsabilidad personal por las decisiones de uno; y que la autosuficiencia y los esfuerzos individuales son los únicos responsables de la propia libertad.
Ajñana era una escuela de Śramaṇa de  escepticismo indio radical y un rival del budismo y el jainismo tempranos. Sostuvieron que era imposible obtener conocimiento de naturaleza metafísica o determinar el valor de verdad de las proposiciones filosóficas; e incluso si el conocimiento fuera posible, era inútil y desventajoso para la salvación final. Fueron vistos como sofistas que se especializaron en la refutación sin propagar ninguna doctrina positiva propia. Jayarāśi Bhaṭṭa (fl. C. 800), autor de la obra escéptica titulada  Tattvopaplavasiṃha  ("El león que devora todas las categorías" / "El trastorno de todos los principios"), ha sido visto como un importante Filósofo ajñana.
En el  Chandogya Upanishad , Aruni hace preguntas metafísicas sobre la naturaleza de la realidad y la verdad, observa un cambio constante y pregunta si hay algo que es eterno e inmutable. A partir de estas preguntas, inmersas en un diálogo con su hijo, presenta el concepto de  Ātman (alma, Yo) y  Yo universal.
El Ashtavakra Gita, atribuido a Aṣṭāvakra, examina la naturaleza metafísica de la existencia y el significado de la libertad individual, presentando su tesis de que solo hay una Realidad Suprema (Brahman), la totalidad de El universo es unidad y manifestación de esta realidad, todo está interconectado, todo el Ser ( Atman, alma) son parte de ese, y esa libertad individual no es el punto final sino un dato, un comienzo punto, innato.
El primer libro de "Yoga Vasistha", atribuido a Valmiki, presenta la frustración de Rama con la naturaleza de la vida, el sufrimiento humano y el desdén por el mundo. El segundo describe, a través del carácter de Rama, el deseo de liberación y la naturaleza de aquellos que buscan tal liberación. El cuarto describe la naturaleza del mundo y muchas ideas de no dualismo con numerosas historias. Enfatiza el libre albedrío y el poder creativo humano.
La preocupación central de la antigua Mīmāṃsā era la epistemología ( pramana ), que son los medios fiables para el conocimiento. Se debatió no sólo "cómo aprende o sabe el hombre, todo lo que sabe", sino también si la naturaleza de todo conocimiento es inherentemente circular, si aquellos como  fundacionalistas que critican la validez de cualquier "creencia justificada "y el sistema de conocimiento hacen presunciones erróneas de las mismas premisas que critican, y cómo interpretar correctamente y evitar interpretar incorrectamente dharma textos como los Vedas. Para los eruditos de Mīmānsā, la naturaleza del conocimiento no empírico y los medios humanos para lograrlo son tales que uno nunca puede demostrar certeza, solo puede falsificar afirmaciones de conocimiento, en algunos casos.
La principal preocupación de la filosofía budista es Soteriología, definida como la libertad de dukkha (malestar). Debido a que  ignorancia a la verdadera naturaleza de las cosas se considera una de las raíces del sufrimiento, los pensadores budistas se preocuparon por cuestiones filosóficas relacionadas con la epistemología y el uso de la razón. cuestiones filosóficas relacionadas con la epistemología y el uso de la raz," "la naturaleza insatisfactoria y la inseguridad general de todos los  fenómenos condicionados "; o" doloroso."  Prajñā  es percepción o conocimiento de la verdadera naturaleza de la existencia. La tradición budista considera la ignorancia ( avidyā), una ignorancia fundamental, un malentendido o una mala percepción de la naturaleza de la realidad, como una de las causas básicas de  dukkha  y   samsara . Al superar la ignorancia o el malentendido, uno es  iluminado y liberado. Esta superación incluye el despertar a la impermanencia y la naturaleza no propia de  realidad, y esto desarrolla desapasionamiento por los objetos de  apego, y libera al ser de  dukkha  y  saṃsāra '. Pratītyasamutpāda , también llamado "surgimiento dependiente u origen dependiente", es la teoría budista para explicar la naturaleza y las relaciones del ser, el devenir, la existencia y la realidad última. El budismo afirma que no hay nada independiente, excepto el estado de nirvana. Todos los estados físicos y mentales dependen y surgen de otros estados preexistentes y, a su vez, de ellos surgen otros estados dependientes mientras cesan.

### Filosofías de Asia Oriental
Confucianismo considera las actividades ordinarias de la vida humana, y especialmente las relaciones humanas, como una manifestación de lo sagrado, porque son la expresión de la naturaleza moral de la humanidad ( xìng  性), que tiene un anclaje trascendente en  Heaven ( Tiān  天) y se desarrolla a través de un respeto apropiado por los espíritus o dioses (  shén ) del mundo. Tiān  (天), un concepto clave en el pensamiento chino, se refiere al Dios del Cielo, el  culmen norte de los cielos y sus estrellas giratorias., la naturaleza terrenal y sus leyes que vienen del Cielo, al "Cielo y la Tierra" (es decir, "todas las cosas"), ya las fuerzas sobrecogedoras más allá del control humano. Confucio usó el término de una manera mística. Es similar a lo que taoístas quiso decir con dao (tao): "la forma en que son las cosas" o "las regularidades del mundo", que Stephan Feuchtwang equipara con el concepto griego antiguo de  physis , "naturaleza" como la generación y regeneración de las cosas y del orden moral. Feuchtwang explica que la diferencia entre el confucianismo y el taoísmo radica principalmente en el hecho de que el primero se centra en la realización del orden estrellado del cielo en la sociedad humana, mientras que el segundo en la contemplación del Dao que surge espontáneamente en la naturaleza.

## Ciencia moderna y leyes de la naturaleza: tratando de evitar la metafísica

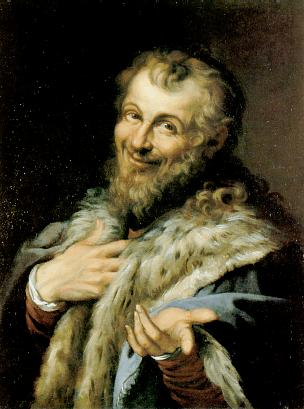
Una representación imaginada del Renacimiento de Demócrito, el filósofo risueño, por Agostino Carracci

En contraste, la ciencia moderna tomó su giro distintivo con Francis Bacon, quien rechazó las cuatro causas distintas, y vio a Aristóteles como alguien que "procedió con tal espíritu de diferencia y contradicción hacia toda la antigüedad: comprometiéndose no sólo a enmarcar nuevas palabras de ciencia a gusto, pero para confundir y extinguir toda sabiduría antigua ". Sintió que los filósofos griegos menos conocidos como Demócrito "que no suponían una mente o razón en el marco de las cosas", han sido arrogantemente descartados debido al aristotelismo que conduce a una situación en su tiempo en el que "se ha descuidado la búsqueda de las causas físicas y se ha pasado en silencio".
Y así Bacon aconsejó ...

El físico investiga y considera las mismas naturalezas, pero ¿cómo? Sólo en cuanto a las causas materiales y eficientes de ellos, y no a las formas. Por ejemplo; si se investiga la causa de la blancura en la nieve o la espuma, y se dice así, que la sutil mezcla de aire y agua es la causa, está bien traducido; pero, sin embargo, ¿es esta la forma de blancura? No; pero es lo eficiente, que es siempre "forma de vehículo..." Esta parte de la metafísica no la encuentro laboriosa y realizada ...
Francis Bacon , Avance del aprendizaje II.VII.6

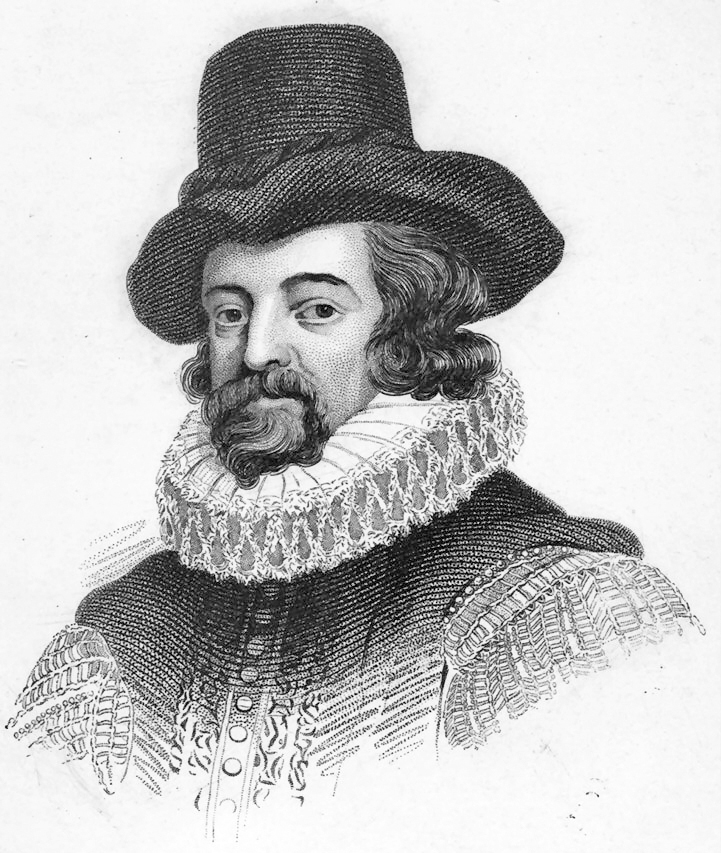
Francis Bacon

En su  Novum Organum , Bacon argumentó que las únicas formas o naturalezas que deberíamos plantear como hipótesis son las "simples" (en oposición a las compuestas), como las formas en las que calor,  movimiento, etc. trabajo. Por ejemplo, en el aforismo 51 escribe:

51. El entendimiento humano es, por su propia naturaleza, propenso a la abstracción, y supone que lo fluctuante es fijo. Pero es mejor diseccionar que la naturaleza abstracta; tal fue el método empleado por la escuela de Demócrito, que avanzó más en penetrar la naturaleza que los demás. Es mejor considerar la materia, su conformación y los cambios de esa conformación, su propia acción y la ley de esta acción o movimiento, porque las formas son una mera ficción de la mente humana, a menos que llame a las leyes de la acción por ese nombre.

Siguiendo el consejo de Bacon, la búsqueda científica de la causa formal de las cosas ahora es reemplazada por la búsqueda de " leyes de la naturaleza" o " leyes de la física" en todo pensamiento científico . Para usar la conocida terminología de Aristóteles, estas son descripciones de causa eficiente, y no causa formal o causa final. Significa que la ciencia moderna limita sus hipótesis sobre cosas no físicas a la suposición de que hay regularidades en las formas de todas las cosas que no cambian.
Estas leyes generales, en otras palabras, reemplazan el pensamiento sobre "leyes" "específicas", por ejemplo, "la naturaleza humana". En la ciencia moderna, la naturaleza humana es parte del mismo esquema general de causa y efecto, obedeciendo las mismas leyes generales, como todas las demás cosas. La diferencia antes mencionada entre propiedades accidentales y sustanciales, y de hecho conocimiento y opinión, también desaparece dentro de este nuevo enfoque que pretendía evitar la metafísica.
Como Bacon sabía, el término "leyes de la naturaleza" fue tomado del Aristotelismo medieval. Santo Tomás de Aquino, por ejemplo, definió la ley para que la naturaleza realmente se legislara para lograr objetivos conscientemente, como la ley humana: "una ordenanza de la razón para el bien común, hecha por quien cuida de la comunidad y promulgada". En contraste, más o menos contemporáneo de Bacon, Hugo Grotius describió la ley de la naturaleza como "una regla que [puede] deducirse de principios fijos mediante un proceso seguro de razonamiento". AY más tarde aún, Montesquieu se alejó aún más de la metáfora jurídica original, describiendo las leyes vagamente como "las relaciones necesarias que se derivan de la naturaleza de las cosas".

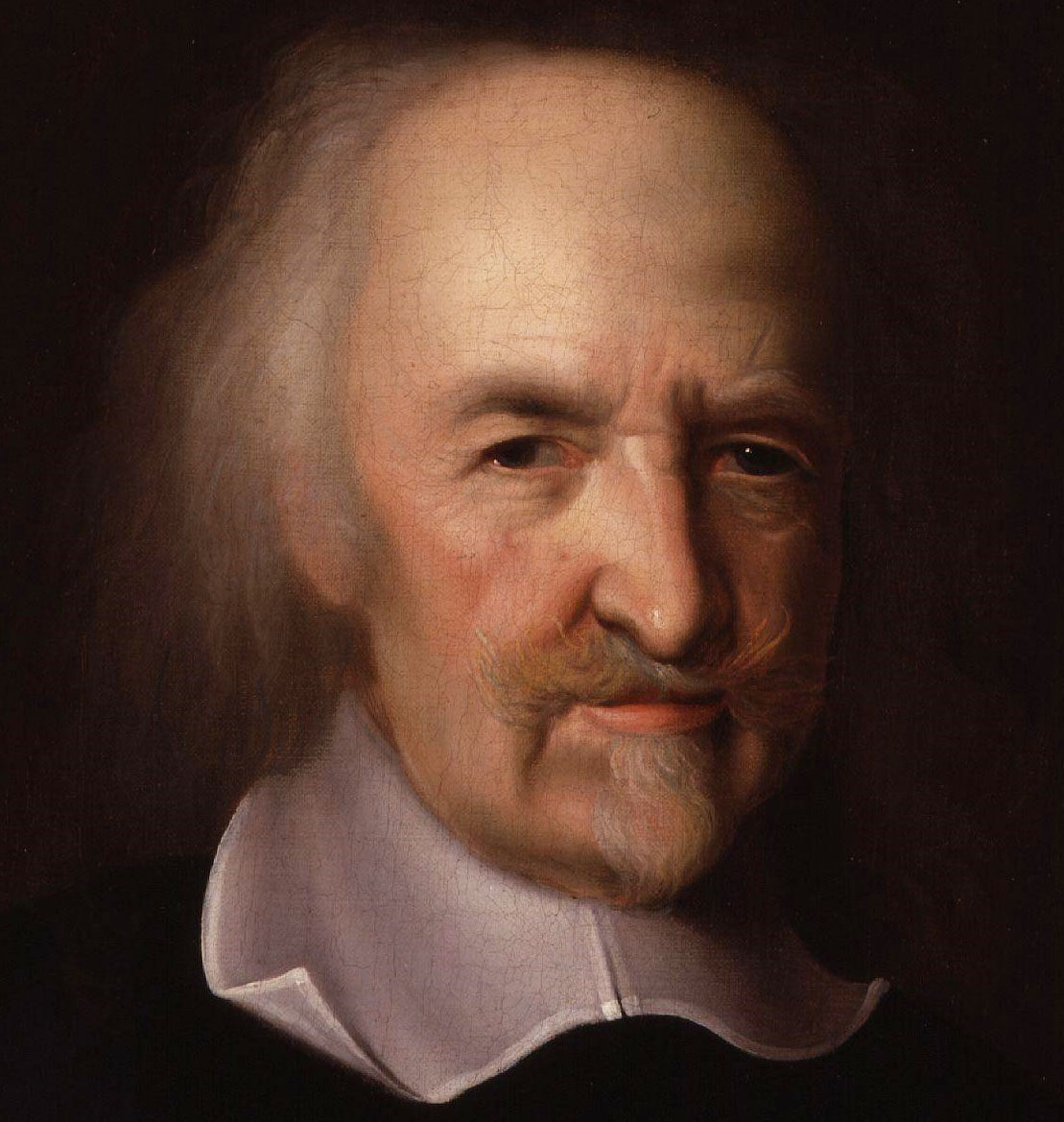
Thomas Hobbes

Uno de los implementadores más importantes de la propuesta de Bacon fue Thomas Hobbes, cuyas observaciones sobre la naturaleza son particularmente conocidas. Su obra más famosa,   Leviatán, comienza con la palabra "Naturaleza" y luego la define entre paréntesis como "el arte por el cual Dios ha hecho y gobierna el mundo" . A pesar de esta descripción piadosa, sigue un enfoque baconiano. Siguiendo a su contemporáneo, Descartes, Hobbes describe la vida misma como mecánica, causada de la misma manera que mecanismo de relojería:

Porque ver la vida no es más que un movimiento de Extremidades, el principio de lo cual está en alguna parte principal en el interior; ¿Por qué no podemos decir que todos los autómatas (motores que se mueven por resortes y ruedas como un reloj) tienen una vida artificial??

Sobre esta base, ya establecido en ciencias naturales durante su vida, Hobbes trató de discutir la política y la vida humana en términos de "leyes de la naturaleza". Pero en el nuevo enfoque moderno de Bacon y Hobbes, y antes de ellos Maquiavelo (quien, sin embargo, nunca vistió su crítica del enfoque aristotélico en términos medievales como "leyes de la naturaleza"), Tales leyes de la naturaleza son muy diferentes a las leyes humanas: ya no implican ningún sentido de mejor o peor, sino simplemente cómo son realmente las cosas y, cuando se hace referencia a las leyes de la naturaleza humana, qué tipo de comportamiento humano puede ser más confiable.

## Naturaleza "moderna tardía"

Jean-Jacques Rousseau: un hombre civilizado, pero una persona que cuestionó si la civilización estaba de acuerdo con la naturaleza humana.

Habiendo desconectado el término "ley de la naturaleza" de la metáfora medieval original de la ley hecha por el hombre, el término "ley de la naturaleza" se usa ahora menos que en los primeros tiempos modernos.
Para tomar el ejemplo crítico de la naturaleza humana, como se discute en ética y política, una vez que los primeros filósofos modernos como Hobbes describieron la naturaleza humana como cualquier cosa que se pudiera esperar de un mecanismo llamado humano, el punto de hablar de la naturaleza humana se volvió problemático en algunos contextos.
A finales del siglo XVIII, Rousseau dio un paso crítico en su Segundo discurso, razonando que la naturaleza humana tal como la conocemos,  racional, y con lenguaje, etc., es el resultado de accidentes históricos y la educación específica de un individuo. Las consecuencias de esta línea de razonamiento iban a ser enormes. Todo se trataba de la cuestión de la naturaleza. En efecto, se afirmaba que la naturaleza humana, uno de los tipos de naturaleza más importantes en el pensamiento aristotélico, no existía como se había entendido que existía.

## La supervivencia de la metafísica
El enfoque de la ciencia moderna, como el enfoque del aristotelismo, aparentemente no es universalmente aceptado por todas las personas que aceptan el concepto de naturaleza como una realidad que podemos perseguir con la razón.
Bacon y otros oponentes de la metafísica afirman que todos los intentos de ir más allá de la naturaleza están destinados a caer en los mismos errores, pero los propios metafísicos ven diferencias entre diferentes enfoques.
Immanuel Kant por ejemplo, expresó la necesidad de una Metafísica en términos bastante similares a Aristóteles.

...aunque no podamos conocer estos objetos como cosas en sí mismos, debemos estar al menos en condiciones de pensarlos como cosas en sí mismos; de lo contrario, deberíamos llegar a la absurda conclusión de que puede haber apariencia sin nada que aparezca.
Crítica de la razón pura pp. Bxxvi-xxvii

Como en el aristotelismo, entonces, el kantismo afirma que la mente humana debe tener características que están más allá de la naturaleza, metafísicas, de alguna manera. Específicamente, Kant argumentó que la mente humana viene preparada con programación " a priori", por así decirlo, que le permite dar sentido a la naturaleza.

## El estudio de la naturaleza sin metafísica
Autores de Nietzsche a Richard Rorty han afirmado que la ciencia, el estudio de la naturaleza, puede y debe existir sin metafísica. Pero esta afirmación siempre ha sido controvertida. Autores como Bacon y Hume nunca negaron que el uso de la palabra "naturaleza" implicaba metafísica, pero intentaron seguir el enfoque de Maquiavelo de hablar sobre lo que funciona, en lugar de pretender comprender lo que parece imposible de entender.

## Otras lecturas
- Gerard Naddaf, The Greek Concept of Nature, New York, State University of New York Press, 2005.
- Droz, Layna; Chen, Hsun-Mei; Chu, Hung-Tao; Fajrina, Rika; Imbong, Jerry; Jannel, Romaric; Komatsubara, Orika; Lagasca-Hiloma, Concordia Marie A.; Meas, Chansatya; Nguyen, Duy Hung; Sherpa, Tshering Ongmu; Tun, San; Undrakh, Batkhuyag (2022). "Exploring the diversity of conceptualizations of nature in East and South-East Asia". Humanities and Social Sciences Communications (Springer Nature) 9 (186). https://doi.org/10.1057/s41599-022-01186-5
- Ducarme, Frédéric; Couvet, Denis (2020). «What does 'nature' mean?». Palgrave Communications (Springer Nature) 6 (14). doi:10.1057/s41599-020-0390-y.

- Datos: Q1078867